# Berîmivți, Zboriv
Berîmivți (în ucraineană Беримівці) este localitatea de reședință a comunei Berîmivți din raionul Zboriv, regiunea Ternopil, Ucraina.

## Demografie
Componența lingvistică a localității Berîmivți
     Ucraineană (100%)
Conform recensământului din 2001, toată populația localității Berîmivți era vorbitoare de ucraineană (100%).